# Espanha nos Jogos Olímpicos de Inverno de 1994
A Espanha competiu nos Jogos Olímpicos de Inverno de 1994, realizados em Lillehammer, Noruega.